# Le Gouray
Le Gouray korábbi község Franciaországban, Côtes-d’Armor megyében. Lakosainak száma 1288 fő (2018. január 1.). Le Gouray Le Mené, Langourla, Penguily, Plénée-Jugon, Saint-Glen és Saint-Jacut-du-Mené községekkel határos.
2016. január 1-jén hat másik korábbi községgel egyesült és az így létrejött Le Mené új község része lett.

## Népesség
A település népességének változása:
| Lakosok száma | 1108 | 1068 | 932  | 944  | 939  | 1140 | 1234 | 1263 | 1292 | 1288 |
|               | 1962 | 1968 | 1982 | 1990 | 1999 | 2008 | 2011 | 2013 | 2017 | 2018 |